# Palazzo Crozza

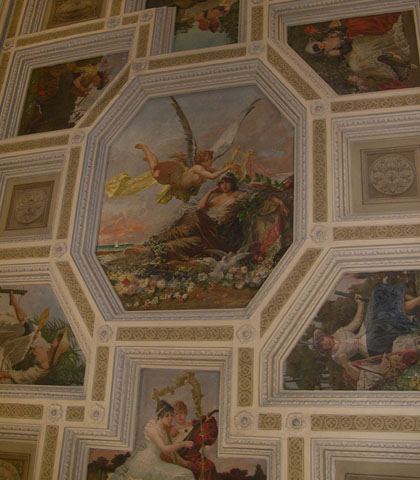
Affreschi di Cesare Agretti nel salone da ballo

Palazzo Crozza è una palazzina ottocentesca, in corso Cavour a La Spezia, sede della Biblioteca Comunale Ubaldo Mazzini.

## Storia
La costruzione di Palazzo Crozza  si concluse nel 1890. L'aristocratica famiglia dei Crozza, giunta alla Spezia da Tortona intorno al 1815, lo aveva commissionato all'architetto Carlo Piaggio come residenza suburbana.
La sua destinazione a Biblioteca Civica risale al 1906 quando l'edificio, già ceduto dai Crozza alla Cassa di Risparmio della Spezia che vi aveva posto la sua sede, pervenne infine al Comune. In questa occasione nel palazzo fu collocato anche il Museo archeologico.
Il primo direttore della Biblioteca Civica fu lo storico spezzino Ubaldo Mazzini.
La biblioteca civica è anche sede dell’Archivio Storico Comunale, che conserva 2.200 documenti che vanno dal tardo Medioevo al XX secolo.

## Architettura
Palazzo Crozza sorge in una zona che nel XIX secolo era ancora rurale, ma che oggi è ormai in pieno centro cittadino.

È un elegante edificio, a quattro piani, che corrisponde ai canoni architettonici dell'epoca, arricchito nella sua bella facciata da un balcone marmoreo al piano nobile in corrispondenza del salone da ballo affrescato da Cesare Agretti ed oggi adibito a sala di lettura.

L'interno è caratterizzato da un ricco atrio in stile ionico e da sale affrescate. I classici pavimenti liguri a graniglia sono ancora gli originali.
Sul lato destro è il corridoio che dava accesso alle carrozze e alle antiche scuderie. Sul lato sinistro, in via Curtatone, arricchito da un belle modanature (anni '30 del XX secolo), è il portale che, fino al 1984, dava accesso alla precedente sede del Museo civico archeologico.